# فرد مارتن (سياسي)
فرد مارتن (بالإنجليزية: Fred S. Martin)‏ هو سياسي أمريكي، ولد في 3 أبريل 1950 في الولايات المتحدة. حزبياً، نشط في الحزب الجمهوري. وقد انتخب عضو مجلس ولاية أيداهو.

## وصلات خارجية
- الموقع الرسمي